# سيدو شريف
سيدو شريف هي مدينة باكستانية في وادي سوات، تقع شمال باكستان ضمن مقاطعة خیبر بختونخوا. تُعتبر ثاني أكبر مدن وادي سوات بعد مدينة مينجورا. تحتوي المدينة على عدد من المباني الحكومية الرئيسية والمواقع الأثرية، مثل متحف وادي سوات، وقبر اخوند عبدالغفور، والقصر الملكي لوالی سوات، وبقايا أثرية لستوبا بوتكارا البوذية. كما أنها موطن للعديد من المشاريع السياحية.

## المناخ
يظهر الجدول التالي التغييرات المناخية على مدار السنة لسيدو شريف:
| البيانات المناخية لـسيدو شريف     | البيانات المناخية لـسيدو شريف | البيانات المناخية لـسيدو شريف | البيانات المناخية لـسيدو شريف | البيانات المناخية لـسيدو شريف | البيانات المناخية لـسيدو شريف | البيانات المناخية لـسيدو شريف | البيانات المناخية لـسيدو شريف | البيانات المناخية لـسيدو شريف | البيانات المناخية لـسيدو شريف | البيانات المناخية لـسيدو شريف | البيانات المناخية لـسيدو شريف | البيانات المناخية لـسيدو شريف | البيانات المناخية لـسيدو شريف |
| الشهر                             | يناير                         | فبراير                        | مارس                          | أبريل                         | مايو                          | يونيو                         | يوليو                         | أغسطس                         | سبتمبر                        | أكتوبر                        | نوفمبر                        | ديسمبر                        | المعدل السنوي                 |
| --------------------------------- | ----------------------------- | ----------------------------- | ----------------------------- | ----------------------------- | ----------------------------- | ----------------------------- | ----------------------------- | ----------------------------- | ----------------------------- | ----------------------------- | ----------------------------- | ----------------------------- | ----------------------------- |
| متوسط درجة الحرارة الكبرى °م (°ف) | 13.0 (55.4)                   | 15.9 (60.6)                   | 20.3 (68.5)                   | 25.8 (78.4)                   | 31.8 (89.2)                   | 36.8 (98.2)                   | 35.4 (95.7)                   | 33.6 (92.5)                   | 32.3 (90.1)                   | 28.0 (82.4)                   | 21.8 (71.2)                   | 15.3 (59.5)                   | 25.8 (78.5)                   |
| المتوسط اليومي °م (°ف)            | 7.5 (45.5)                    | 10.3 (50.5)                   | 14.3 (57.7)                   | 19.3 (66.7)                   | 24.6 (76.3)                   | 29.2 (84.6)                   | 29.0 (84.2)                   | 27.7 (81.9)                   | 25.6 (78.1)                   | 20.4 (68.7)                   | 14.5 (58.1)                   | 9.3 (48.7)                    | 19.3 (66.8)                   |
| متوسط درجة الحرارة الصغرى °م (°ف) | 2.1 (35.8)                    | 4.8 (40.6)                    | 8.3 (46.9)                    | 12.8 (55.0)                   | 17.4 (63.3)                   | 21.6 (70.9)                   | 22.6 (72.7)                   | 21.9 (71.4)                   | 18.9 (66.0)                   | 12.9 (55.2)                   | 7.3 (45.1)                    | 3.4 (38.1)                    | 12.8 (55.1)                   |
| الهطول مم (إنش)                   | 81 (3.2)                      | 98 (3.9)                      | 125 (4.9)                     | 89 (3.5)                      | 45 (1.8)                      | 30 (1.2)                      | 130 (5.1)                     | 134 (5.3)                     | 64 (2.5)                      | 48 (1.9)                      | 22 (0.9)                      | 28 (1.1)                      | 894 (35.3)                    |
| المصدر: Climate-Data.org          |                               |                               |                               |                               |                               |                               |                               |                               |                               |                               |                               |                               |                               |

## أعلام
- ميان غل أكبر ذيب